# ヤコビ多様体
数学において、種数 g の非特異代数曲線 C のヤコビ多様体 (ヤコビたようたい、Jacobian variety) J(C) とは、次数が 0 の直線束のモジュライ空間を言う。ヤコビ多様体は、C のピカール群の単位元の連結成分であり、従って、アーベル多様体である。
ヤコビ多様体の名称はヤコビの逆問題を研究したカール・グスタフ・ヤコビにちなむ。最初に「ヤコビ多様体」の名称を使ったのはフェリックス・クラインではないかと言われている。

## はじめに
ヤコビ多様体の名称は、アーベル・ヤコビの定理を完全に証明しニールス・アーベル(Niels Abel)の単射性のステートメントを同型写像にしたカール・グスタフ・ヤコビ(Carl Gustav Jacobi)の名前にちなんでいる。ヤコビ多様体は、次元 g の主偏極アーベル多様体であり、従って、複素数体上では複素トーラス(complex torus)である。p が C 上の点であれば、C は J の単位元へ写像される与えられた点 p を持つ J の部分多様体へ写像することができ、C は J を群として生成する。

## リーマン面のヤコビ多様体の構成
リーマン面 {\displaystyle X} のヤコビアン {\displaystyle \mathrm {Jac} \left(X\right)} を以下のように定義する。
{\displaystyle \mathrm {Jac} \left(X\right):=\Omega _{hol}^{1}\left(X\right)^{\vee }/H_{1}\left(X,\mathbb {Z} \right).}
ただし、{\displaystyle \Omega _{hol}^{1}\left(X\right)} を {\displaystyle X} 上で定義された正則1形式のなす複素ベクトル空間。
{\displaystyle \Omega _{hol}^{1}\left(X\right)^{\vee }} は、その双対空間、
{\displaystyle H_{1}\left(X,\mathbb {Z} \right)}は、{\displaystyle X} 上の1次のホモロジー群である。
{\displaystyle \Omega _{hol}^{1}\left(X\right)^{\vee }} の元は次のように明示的に表せる
{\displaystyle \mathbb {R} \int _{A_{1}}\oplus \cdots \oplus \mathbb {R} \int _{A_{g}}\oplus \mathbb {R} \int _{B_{1}}\oplus \cdots \oplus \mathbb {R} \int _{B_{g}},}
で与えられる。ただし{\displaystyle A_{1},\cdots A_{g}}、{\displaystyle B_{1},\cdots B_{g}}はそれぞれ、{\displaystyle X\left(\Gamma \right)}の {\displaystyle \alpha }-ループ、{\displaystyle \beta }-ループ、{\displaystyle g}は {\displaystyle X} の種数である。
または、アーベルの定理を適用して、
{\displaystyle \Omega _{hol}^{1}\left(X\right)^{\vee }=\left\{\sum _{\gamma }n_{\gamma }\int _{\gamma }{\Bigg |}n_{\gamma }\in \mathbb {Z} ,\sum _{\gamma }n_{\gamma }=0\right\},}
と考えてもよい。ただし、{\displaystyle \gamma }は{\displaystyle X}上のパスである。また、{\displaystyle H_{1}\left(X,\mathbb {Z} \right)}の要素は
{\displaystyle \mathbb {Z} \int _{A_{1}}\oplus \mathbb {Z} \int _{A_{2}}\oplus \cdots \oplus \mathbb {Z} \int _{A_{g}}\oplus \mathbb {Z} \int _{B_{1}}\oplus \cdots \oplus \mathbb {Z} \int _{B_{g}},}
で与えられる。
このような定義は、リーマン面 {\displaystyle X} 上の積分が、途中に任意のループ上の積分を含んでも結果が不変であることを要求することで自然に現れる。
任意の体上の曲線のヤコビ多様体は、Weil (1948)により、有限体上の曲線のリーマン予想の証明の一部として構成された。
アーベル・ヤコビの定理は、このように作られた複素トーラスが次数 0 の直線束のモジュライ空間であるピカール多様体 Pic0(X) と同型である、という定理である。またヤコビ多様体は単に複素トーラスであるというだけではなく、代数多様体の構造も入ることが知られている。

## 代数曲線のヤコビ多様体
この節では特に断らない限り k を任意の体、C
を
k
上の完備非特異代数曲線とする。

### 定義
考えている曲線 C と
k
上の任意の連結スキーム
T
に対して群
P0
C (T)
を
P0
C(T) = {ℒ ∈ Pic(C×T) | すべての t ∈ T に対して deg(ℒt = 0)} / q*Pic(T)
で定義する。ここでスキーム
S
に対して
Pic(S)
はそのピカール群、C×T
は
C
と
T
の
Spec(k)
上のファイバー積、C×T
上の直線束
ℒ
と
T
の点
t
に対して
ℒt
は
ℒ
を
t
上のファイバーに制限したもの、deg
は直線束の次数、q
は
C×T
から第二成分への射影である。
このとき、k 上のあるアーベル多様体
J
であって
J(T)
と
P0
C (T)
が
T
に関して関手的に同型となるものが存在する。このアーベル多様体
J
を
C
のヤコビ多様体（Jacobian variety）といい、記号 Jac(C) で表す。

### 諸性質

#### 次元
ヤコビ多様体 J の次元は C の種数 g と等しい。

#### アーベル・ヤコビ写像
曲線 C の k 有理点 P に対し、閉埋入
f P: C → J
であって
C
の k 有理点 Q に対して
f P(Q) = ℒ (Q)⊗ℒ (P)−1
となるものがただ一つ存在する。これを 標準写像（canonical map）、またはアーベル・ヤコビ写像という。
この写像から微分形式の引き戻しにより定義される
Γ(J, Ω1
J)
から
Γ(C, Ω1
C)
への線型写像
( f P)*
は同型写像である。

#### リーマン面のヤコビ多様体との関係
基礎体
k
が複素数体
C
であるとき、C
の
C
値点
C(C)
には自然にコンパクト・リーマン面の構造が入るので、このリーマン面のヤコビ多様体
Jac(C(C))
を考えることができる。これは代数幾何学的に定義されたヤコビ多様体
J
の
C
値点
J(C)
と自然に同型になる。この同型を与える写像は次のように定義される。まず
C
の正則1形式がなす
k = C
上のベクトル空間
Γ(C, Ω1
C)
の双対ベクトル空間
Γ(C, Ω1
C)∨
から
J(C)
への写像を合成写像
{\displaystyle \Gamma (C,\Omega _{C}^{1})^{\vee }\to \Gamma (J,\Omega _{J}^{1})^{\vee }\simeq T_{0}(J){\overset {\mathrm {exp} }{\longrightarrow }}J(\mathbb {C} )}
で定義する。最初の写像はアーベル・ヤコビ写像から誘導される写像で、次の写像は
Γ(J, Ω1
J)∨
と J の接空間
T0(J)
の自然な同型写像で、最後の exp は指数写像である。この写像の
Γ(C, Ω1
C)∨ ≅ Ω1
hol(C(C))
における核が
H1(C(C), Z)
であることが証明できるので、これより
Jac(C(C)) = Ω1
hol(C(C)) / H1(C(C), Z)
と
J(C)
が同型になることがわかる。

#### アルバネーゼ関手性
P
を
C
の
k 有理点、f P: C → J
をアーベル・ヤコビ写像とする。C
からアーベル多様体
A
への射
φ: C → A
で P を A の単位元に送るものがあったとすると、ある一意に定まる準同型
ψ: J → A
が存在して
φ = ψ∘f P
が成り立つ。この性質をアルバネーゼ関手性（Albanese functoriality）という。特に、f : C′ → C
を非特異射影曲線の有限被覆、P′
と
P
をそれぞれ
C′
と
C
の
k
有理点で
f (P′) = P
が成り立つものとするとき、アルバネーゼ関手性よりアーベル多様体の射
Alb( f ): Jac(C′) → Jac(C)
であって
Alb( f )∘f P′ = f P∘f
を満たすものが存在する。

#### ピカール関手性
f : C → C′
を k 上の非特異射影曲線の間の射とする。このとき
k
上のアーベル多様体の射
Jac(C′) → Jac(C)
であって誘導される写像
Pic0(Ck′) = Jac(C′)(k) → Jac(C)(k) = Pic0(Ck)
が直線束の引き戻し写像になるものが存在する。これをピカール関手性（Picard functoriality）と呼ぶ。

## 発展した話題
トレリの定理(Torelli's theorem)は、複素曲線が（偏極をもった）ヤコビ多様体により決定することを言っている。
ショットキー問題(Schottky problem)は、どのような偏極を持つアーベル多様体が曲線のヤコビ多様体であるかを問うている。
ピカール多様体、アルバネーゼ多様体や、中間ヤコビ多様体(intermediate Jacobian)は、高次元の多様体へのヤコビ多様体の一般化である。高次元の多様体に対し、正則 1-形式の空間の商空間としてのヤコビ多様体の構成はアルバネーゼ多様体として一般化できる。しかし、高次元ではピカール多様体と同型になるとは限らない。